# Ric Lee
Ric Lee (Mansfield, 20 ottobre 1945) è un batterista e compositore britannico noto per essere membro dei Ten Years After..

## Biografia
Fondatore della rockband The Falcon, successivamente diventa il batterista dei Ten Years After, dov'è coautore di molti pezzi. Dopo l'uscita dal gruppo nel 1976 entra a far parte della Incredible Kidda Band, gruppo hard rock.

## Discografia solista
- Man On the Run, 1976